# 槇尾山明神社
槙尾山明神社（まきおさんみょうじんしゃ）は和歌山県九度山町九度山にある社。旧伊都郡官省符荘九度山村の東3町程の槇尾山に鎮座する九度山村の氏神。現在の住所は和歌山県伊都郡九度山町九度山619となる。高野明神、白髭明神、弁財天が祀られている。別当寺として町内に槇尾山遍照寺がある。

## 歴史
創建年は不詳だが、神社・神宮寺共に『紀伊続風土記』に記録が残されている。槇尾山明神社は「御手印縁起に、槇尾山を限ると見わたるは即此森の山なり。祭礼六月十四日、十一月十四日なり」と記され、神宮寺は「村の東にあり、大日堂薬師堂祖師堂釣鐘堂等あり」と記されている。また、1633年（寛政10年）に書かれた『善根功徳の記（遍照寺縁起）』によれば、「この山は神代の昔から有為の峰と云い、丹生白髪大明神が鎮座し、弘法大師が槇尾山で修行中、傍らの弁財天を信仰し日参していた。高野山を開いた後も月に九度、槇尾山に参詣した。しかし、ある日のこと、九度山まで下りて来た時、吉野川が増水し、渡河に困っていたところ、弁財天が現れて「この地に我を移し祀れ」と告げたと云う。弘法大師はこの山に弁財天を移して祀り、槇尾山の篇額を掲げた。この時より社を槇尾山明神社と云い、傍らに別当寺を建立して槇尾山遍照寺と名付けた」と記されている。

## 文化財
境内に九度山町指定の文化財、槙尾山明神法華経供養碑がある。

## 遍照寺
遍照寺の歴史は古く、弘仁年間（810～824年）に九度山の東端に鎮座する槙尾明神の別当寺として創建されたという伝承が残っている。もともとこの場所には我覚寺という寺があって、遍照寺はさらにその上方の北の位置に建っていたといわれる。明治5、6年頃、その場所に小学校を建てることになり、その際、移設されて我覚寺と合併し、遍照寺となった。本尊は大日如来、脇仏に十一面観音、薬師如来が祀られている。

## お身代わり仏像
2019年（令和元年）9月27日に県立和歌山工業高校の生徒や、和歌山大学教育学部の学生たちが文化財の防犯や防災への対策として3Dプリンターを用いて制作した2体の神像（白髭明神座像、高野明神立像）を奉納した。

## 交通アクセス
- 南海高野線九度山駅から徒歩で7分。駅の東。